# アストラガリン
アストラガリン (astragalin) は有機化合物の一種。ヨウシュヤマゴボウ (Phytolacca americana) から単離される。
アストラガリンはケンペロールの3-O-グルコシドである。アストラガリンは、桑葉や柿の葉の抽出物（柿の葉茶なども含む）にも含まれ、機能性についても報告されている。